# Jussara (Bahia)
Jussara é um município brasileiro do estado da Bahia. Sua população estimada em 2017 foi de 16 006 habitantes.